# Îles Glorieuses
Die Îles Glorieuses (kurz auch les Glorieuses; auch Glorioso-Inseln; deutsch etwa „ruhmvolle Inseln“) sind eine tropische Inselgruppe mit einer Gesamtfläche von etwa 7 km² im Indischen Ozean, nördlich von Madagaskar am nördlichen Ende der Straße von Mosambik gelegen. Politisch gehören sie zu den Îles Éparses, einem Distrikt des französischen Überseegebiets Terres australes et antarctiques françaises.

## Geographie
Die Îles Glorieuses liegen im westlichen Indischen Ozean, rund 210 km nordwestlich des Cap d’Ambre, der Nordspitze Madagaskars, und ungefähr 250 km nordöstlich von Dzaoudzi auf Mayotte. Die Inselgruppe besteht aus zwei Inseln, der üppig bewachsenen Grande Glorieuse und der Île du Lys, sowie mehreren Felseilanden wie den beiden Roches Vertes oder der Île aux Crabes. Die von einem ausgedehnten Korallenriff umgebenen Inseln sind flach, Teile der Lagune fallen bei Niedrigwasser trocken. Die ovale, im Durchmesser ungefähr 2,3 km große Grande Glorieuse ist hauptsächlich aus Sand und Beachrock aufgebaut, mit einigen Kalkfelsen an der Südküste, die als Überreste früherer Korallenriffe gedeutet werden. Die Insel ist stark bewaldet, teilweise als Folge der aufgelassenen Kokosplantage, und durchgehend umringt von einem weißen Sandstrand. Die Dünen im Norden und Nordosten erreichen eine Höhe von 14 m. Die Île du Lys weist weit weniger Vegetation auf und besteht hauptsächlich aus Kalkfelsen. Sie ist länglich geformt, etwa 600 m lang und von großen Sandbänken umgeben, die bei Niedrigwasser trocken liegen.

### Klima
Das Klima ist tropisch und weist im Jahresverlauf nur geringe Temperaturschwankungen auf. Von Mai bis November unterliegt die Inselgruppe dem Einfluss des Südostpassats; in dieser Zeit liegen die Durchschnittstemperaturen zwischen 24,8 und 27,7 °C, die relative Luftfeuchtigkeit beträgt 75–81 %. Während der Trockenzeit von September bis November fallen nur geringe Niederschlagsmengen. Von Dezember bis April dominiert der Nordwestmonsun; bei hoher Luftfeuchtigkeit (81–84 %) und Durchschnittstemperaturen um 28 °C fallen beträchtliche Niederschlagsmengen von monatlich rund 100 bis über 200 mm. Während der warmen Jahreszeit sind die Inseln gelegentlich von tropischen Wirbelstürmen betroffen.
|                       | Jan  | Feb  | Mär  | Apr  | Mai  | Jun  | Jul  | Aug  | Sep  | Okt  | Nov  | Dez  |   |      |
| Mittl. Tagesmax. (°C) | 30,8 | 31,0 | 31,2 | 30,8 | 29,9 | 28,5 | 27,9 | 27,8 | 28,4 | 29,3 | 30,3 | 30,9 | ⌀ | 29,7 |
| Mittl. Tagesmin. (°C) | 24,8 | 24,9 | 25,0 | 25,1 | 23,9 | 22,5 | 21,5 | 21,5 | 22,4 | 23,7 | 24,5 | 24,6 | ⌀ | 23,7 |
|                       |      |      |      |      |      |      |      |      |      |      |      |      |   |      |
| Niederschlag (mm)     | 217  | 183  | 167  | 126  | 73   | 61   | 52   | 50   | 16   | 13   | 20   | 132  | Σ | 1110 |
|                       |      |      |      |      |      |      |      |      |      |      |      |      |   |      |
| Sonnenstunden (h/d)   | 7,0  | 6,9  | 7,4  | 8,3  | 8,6  | 8,1  | 8,1  | 9,0  | 8,9  | 9,3  | 9,6  | 8,4  | ⌀ | 8,3  |
|                       |      |      |      |      |      |      |      |      |      |      |      |      |   |      |
| Regentage (d)         | 12   | 11   | 11   | 7    | 8    | 6    | 6    | 6    | 4    | 4    | 3    | 7    | Σ | 85   |
|                       |      |      |      |      |      |      |      |      |      |      |      |      |   |      |
| Luftfeuchtigkeit (%)  | 83   | 84   | 84   | 81   | 78   | 75   | 76   | 76   | 76   | 76   | 81   | 82   | ⌀ | 79,3 |

| 24,8 |

| 24,9 |

| 25,0 |

| 25,1 |

| 23,9 |

| 22,5 |

| 21,5 |

| 21,5 |

| 22,4 |

| 23,7 |

| 24,5 |

| 24,6 |

| 24,8 |

| 24,9 |

| 25,0 |

| 25,1 |

| 23,9 |

| 22,5 |

| 21,5 |

| 21,5 |

| 22,4 |

| 23,7 |

| 24,5 |

| 24,6 |

### Flora und Fauna
Die Flora und Fauna der Inseln sind in hohem Maß durch die Anwesenheit des Menschen im 19. und 20. Jahrhundert beeinflusst worden. Der ursprünglich vorhandene Wald auf der Grande Glorieuse musste 1921 einer Kokosplantage weichen. Auch die vormals auf der weniger durch menschliche Aktivitäten beeinträchtigten Île du Lys vorhandenen Mangrovenbestände der Gattung Pemphis sind bis auf geringe Reste verschwunden. Die dortige Vegetation ist heute gekennzeichnet durch Portulak, Samtblatt, Ficus und Portiabaum.
Die terrestrische Fauna der Îles Glorieuses besteht aus 58 Arten von Gliederfüßern (darunter 4 endemische) sowie 4 Arten von Reptilien (davon eine endemische). Die früher vorkommende endemische Skinkart Flexiseps valhallae scheint inzwischen ausgestorben zu sein. Alle auf den Inseln vorkommenden Arten von Säugetieren (Hauskatze, Haus- und Wanderratte sowie seit 2000 auch die Etruskerspitzmaus) sind vom Menschen eingeführt worden und haben zur starken Veränderung der lokalen Avifauna beigetragen. Heute brüten auf der Hauptinsel Grande Glorieuse keine Meeresvögel mehr; die Vogelwelt dort umfasst 7 terrestrische Arten, von denen 2 (Sperbertaube und Schwarzkehl-Laufhühnchen) vom Menschen eingeführt wurden. Nur auf der Île du Lys brüten noch Meeresvögel; 10 weitere einst auf den Îles Glorieuses heimische Vogelarten sind von dort verschwunden. Die Ratten auf der Île du Lys wurden 2003 ausgerottet.
Die Îles Glorieuses sind ein wichtiger Eiablageplatz für die Suppenschildkröte. In bedeutend geringerer Anzahl kommt auch die vom Aussterben bedrohte Echte Karettschildkröte hier vor.
Die Île du Lys beheimatet eine große Kolonie von Rußseeschwalben. Mit 270.000 Brutpaaren umfasst sie etwa 9 Prozent der gesamten in der Straße von Mosambik lebenden Population dieser Art. Des Weiteren brüten 300 Paare Noddis auf der Île du Lys.
Die Korallenriffe der Îles Glorieuses weisen eine vielfältige Meeresfauna auf. Bislang wurden 241 Arten von Nesseltieren (darunter 131 Steinkorallen), 95 Arten von Moostierchen, 54 Arten von Stachelhäutern, 247 Arten von Weichtieren (darunter 219 Schneckenarten), 157 Arten von Gliederfüßern, 349 Arten von Knochenfischen sowie jeweils 7 Arten von Haien und Rochen gezählt. An Meeressäugern konnten bisher Buckelwale, Delfine sowie ein Exemplar des Kleinen Pottwals beobachtet werden.
Zur Erhaltung der biologischen Vielfalt dieses Lebensraums wurde am 22. Februar 2012 der Meeresnaturpark Glorieuses eingerichtet, der neben den Îles Glorieuses auch die Banc du Geyser umfasst. Der Meeresnaturpark wurde am 8. Juni 2021 in das Nationale Naturschutzgebiet Glorieuses-Archipel (fr. Réserve naturelle nationale de l’archipel des Glorieuses) umgewandelt.

## Geschichte, Politik und Verwaltung

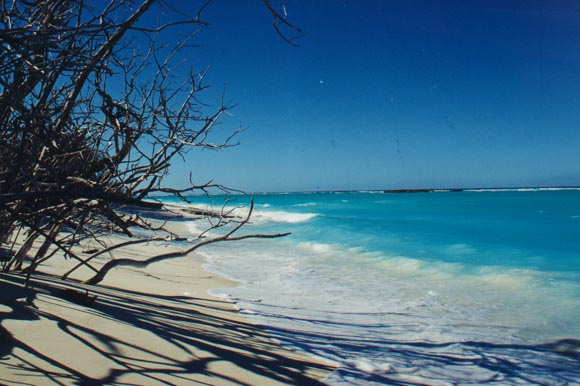
Strand auf Grande Glorieuse

Die Inseln wurden von Europäern im frühen 16. Jahrhundert auf der Fahrt nach Indien gesichtet, aber erst 1879 von dem Franzosen Hippolyte Caltaux benannt, der hier von Réunion kommend ab 1885 eine Kokos- und Maisplantage errichtete.  Auf der Île du Lys ließ Caltaux Guano abbauen.
Am 23. August 1892 ergriff Frankreich offiziell Besitz von der Inselgruppe. Caltaux betrieb seine Unternehmungen auf den Glorieuses bis 1907, danach wurde die Konzession zur Ausbeutung der Inseln an die Société Française des Îles Malgaches (SOFIM) auf den Seychellen verliehen. Die Verwaltung des Archipels erfolgte ab 1908 von Madagaskar aus.
1921 lebten 17 Bewohner auf der Insel, deren Plantage zu der Zeit 6000 Kokospalmen umfasste und jährlich 36 Tonnen Kopra und 60 Tonnen Mais produzierte. Während des Zweiten Weltkriegs ruhte die Produktion, danach wurde sie bis zum Auslaufen der Konzession 1958 wieder aufgenommen. Die Plantage war bis 1954 auf 15.000 Bäume vergrößert worden und erzielte mit 22 Arbeitern eine jährliche Ausbeute von 80 Tonnen Kopra.
1955 nahm die Wetterstation im Norden der Grande Glorieuse den Betrieb auf. Diese ist seit 1960 im Dauerbetrieb und wurde 1965 in den Süden der Insel verlegt und nach dem Meteorologen Gérard Martin benannt. Die Station ist wichtig für den See- und Luftverkehr auf den Strecken von und nach Madagaskar, Dschibuti, Kenia und Mauritius.
Heute ist die Inselgruppe das Nationale Naturschutzgebiet Glorieuses-Archipel. Wie die übrigen Îles Éparses werden die Îles Glorieuses seit 2005 vom Präfekten der französischen Süd- und Antarktisgebiete verwaltet. Davor waren sie seit 1960 vom Präfekten des Übersee-Départements Réunion verwaltet worden, ohne selbst zu Réunion zu gehören. Mit Gesetz vom 21. Februar 2007 wurden die Îles Glorieuses gemeinsam mit den anderen Îles Éparses als fünfter Distrikt in die französischen Süd- und Antarktisgebiete eingegliedert.
Auf der Grande Glorieuse befindet sich ein kleiner Militärstützpunkt der Fremdenlegion mit einer nicht asphaltierten Landepiste für Flugzeuge, einem Ankerplatz vor der Küste, der Wetterstation und einer Funkstation. Der Stützpunkt dient auch als Basis für naturwissenschaftliche Untersuchungen. Die Besatzung besteht aus 14 Soldaten sowie einem Gendarmen.
Seit der Unabhängigkeit Madagaskars 1960 erhebt diese ehemalige französische Kolonie Ansprüche auf den Archipel. Bedeutung haben die Inseln vor allem durch die ausschließliche Wirtschaftszone von 43.614 km², in der sich auch die Banc du Geyser befindet, ein Riff, das außer von Madagaskar auch von den Komoren beansprucht wird. Der Territorialstreit mit den Seychellen hingegen konnte 2001 durch den Abschluss eines Grenzabkommens beigelegt werden.